# Cyathea trichodesma
Cyathea trichodesma är en ormbunkeart som först beskrevs av Benedetto Scortechini och Richard Henry Beddome, och fick sitt nu gällande namn av Edwin Bingham Copeland. Cyathea trichodesma ingår i släktet Cyathea och familjen Cyatheaceae. Inga underarter finns listade.